# Luna di sangue
Luna di sangue, noto anche con i titoli La morte ha il ventre di ghiaccio e Fuga dalla morte, è un film televisivo del 1988 diretto da Enzo Milioni.

## Trama
Ann scopre in una scuderia il corpo del marito Larry: torna a casa sconvolta e vi trova il dott. Duvivier, il medico che l'ha in cura per disturbi nervosi, e subito l'informa del macabro ritrovamento. Il dottore inizia le ricerche, ma del cadavere non v'è più alcuna traccia. L'assenza di Larry sembra spiegarsi in una lettera scritta di suo pugno, trovata dalla sua segretaria Mary, dove afferma di volersi concedere un lungo periodo di riposo lontano da tutti e da tutto. Ann stenta a crederci, ma un anno dopo un apparente sconosciuto si presenta alla sua porta, sostenendo di essere proprio Larry, tornato dal suo periodo di assenza.

## Produzione
Questo film televisivo fu prodotto in origine per la serie I maestri del brivido di Reteitalia. Come gli altri film del ciclo, non fu mai mandato in onda a causa della violenza considerata eccessiva. Fu trasmesso da reti locali nel 1991 e distribuito in videocassetta l'anno seguente, all'interno del ciclo Lucio Fulci presenta.